# Still I Rise
Still I Rise ist ein Studioalbum des US-amerikanischen Rappers Tupac Shakur, das er mit seiner Rapgruppe Outlawz aufnahm. Es wurde postum, mehr als drei Jahre nach seinem Tod, veröffentlicht und erschien am 13. Dezember 1999 über das Label Interscope Records.

## Produktion und Samples
An der Produktion des Albums waren viele verschiedene Musikproduzenten beteiligt. Je drei Instrumentals stammen von Johnny „J“ und Darryl „Big D“ Harper, während QDIII und Tupac selbst jeweils zwei Beats produzierten. Außerdem waren Daz Dillinger, Kurupt, Soulshock & Karlin, L Rock Ya, Damon Thomas, Tony Pizarro, Quimmy Quim und Reef an der Produktion einzelner Lieder beteiligt.
Vier Songs des Albums enthalten Samples von Stücken anderer Künstler. So sampelt As the World Turns den Track Sounds Like a Love Song von Bobby Glenn, während Teardrops and Closed Caskets Elemente des Titels Love Ballad von L.T.D. beinhaltet. Das Lied U Can Be Touched enthält ein Sample aus Piano in the Dark von Brenda Russell, und High Speed sampelt den Song Genius of Love der Gruppe Tom Tom Club.

## Covergestaltung
| Professionelle Bewertungen | Professionelle Bewertungen |
| -------------------------- | -------------------------- |
| Kritiken                   |                            |
| Quelle                     | Bewertung                  |
| laut.de                    | [ 1 ]                      |
| allmusic                   | [ 2 ]                      |
| RapReviews                 | [ 3 ]                      |

Das Albumcover zeigt vier Mitglieder der Outlawz, die in einem schwarzen Cabriolet sitzen. Im oberen Teil des Bildes befindet sich der große graue Schriftzug 2Pac+Outlawz und der Titel Still I Rise steht rechts unten im Bild in Weiß bzw. Rot.

## Gastbeiträge
Auf sechs Liedern des Albums treten neben Tupac und den Outlawz weitere Künstler in Erscheinung. So ist die Sängerin Val Young bei den Songs Black Jesuz, The Good Die Young und Teardrops and Closed Caskets zu hören, wobei in letzterem ebenfalls der Sänger und Rapper Nate Dogg einen Gastauftritt hat. Hell 4 a Hustler ist eine Zusammenarbeit mit dem Sänger J. Valentine, während die Sängerin Quierra Davis-Martin auf Killuminati vertreten ist. Außerdem hat Big D einen Gastbeitrag in As the World Turns.

## Titelliste
| #  | Titel                               | Gastmusiker          | Produzent                | Länge |
| -- | ----------------------------------- | -------------------- | ------------------------ | ----- |
| 1  | Letter to the President             |                      | QDIII                    | 5:59  |
| 2  | Still I Rise                        |                      | Johnny „J“               | 4:13  |
| 3  | Secretz of War                      |                      | Johnny „J“               | 4:12  |
| 4  | Baby Don’t Cry (Keep Ya Head Up II) |                      | 2Pac, Soulshock & Karlin | 4:19  |
| 5  | As the World Turns                  | Big D                | Darryl „Big D“ Harper    | 5:06  |
| 6  | Black Jesuz                         | Val Young            | 2Pac, L Rock Ya          | 4:24  |
| 7  | Homeboyz                            |                      | Daz Dillinger            | 3:38  |
| 8  | Hell 4 a Hustler                    | J. Valentine         | Damon Thomas             | 5:52  |
| 9  | High Speed                          |                      | Darryl „Big D“ Harper    | 5:59  |
| 10 | The Good Die Young                  | Val Young            | Darryl „Big D“ Harper    | 5:42  |
| 11 | Killuminati                         | Qierra Davis-Martin  | Tony Pizarro             | 4:02  |
| 12 | Teardrops and Closed Caskets        | Nate Dogg, Val Young | QDIII                    | 5:05  |
| 13 | Tattoo Tears                        |                      | Kurupt                   | 5:07  |
| 14 | U Can Be Touched                    |                      | Johnny „J“               | 5:59  |
| 15 | Y’all Don’t Know Us                 |                      | Quimmy Quim, Reef        | 4:53  |

## Chartplatzierungen und Singles
Still I Rise stieg am 10. Januar 2000 auf Platz 31 in die deutschen Charts ein und erreichte zwei Wochen später mit Rang 24 die Höchstposition. Insgesamt konnte sich das Album zwölf Wochen in den Top 100 halten. In den Vereinigten Staaten stieg das Album auf Platz 6 in die Charts ein und hielt sich 20 Wochen in den Top 200.
Als Single wurde das Lied Baby Don’t Cry (Keep Ya Head Up II) ausgekoppelt.

## Verkaufszahlen und Auszeichnungen
Für mehr als 1,6 Millionen verkaufte Exemplare wurde Still I Rise in den Vereinigten Staaten mit einer Platin-Schallplatte ausgezeichnet. Außerdem erhielt das Album im Vereinigten Königreich eine Goldene Schallplatte für mehr als 100.000 verkaufte Einheiten.

| Land/Region                  | Auszeichnungen für Musikverkäufe (Land/Region, Auszeichnung, Verkäufe) | Verkäufe  |
| ---------------------------- | ---------------------------------------------------------------------- | --------- |
| Kanada (MC)                  | Gold                                                                   | 50.000    |
| Neuseeland (RMNZ)            | Gold                                                                   | 7.500     |
| Vereinigte Staaten (RIAA)    | Platin                                                                 | 1.600.000 |
| Vereinigtes Königreich (BPI) | Gold                                                                   | 100.000   |
| Insgesamt                    | 3× Gold · 1× Platin ·                                                  | 1.757.500 |